# Свети Никола (Кнеже)
Вижте пояснителната страница за други значения на Свети Никола.
„Свети Никола“ (на македонска литературна норма: „Свети Никола“) е възрожденска православна църква в светиниколското село Кнеже, източната част на Република Македония. Част е от Брегалнишката епархия на Македонската православна църква – Охридска архиепископия.
Църквата е гробищен, еднокорабен храм и е разположена на 1 km североизточно от селото. Построена е в XIX век. При градежа са използвани антични архитектурни елементи от околостите. В храма се пазят ценни икони от XIX век.